# Michel Brunet
Michel Brunet (Magné, 6 de abril de 1940) é paleontólogo francês professor da Universidade de Poitiers. 
Originalmente especialista em evolução de mamíferos, ele se voltou para a paleoantropologia posteriormente. 
Brunet obteve seu grau de doutor em paleontologia em 1966, pela Universidade de Paris-Sorbonne, e um novo doutorado em ciências naturais na Universidade de Poitiers, em 1975. A partir de 1976 concentrou seus estudos em símios e hominídeos no Afeganistão e no Iraque.  Ele é o autor de grandes descobertas, incluindo a do primeiro Australopithecus encontrado a oeste do Grande Vale do Rift, apelidado de Abel (Australopithecus bahrelghazali), datado de 3,5 milhões de anos atrás, e o mais antigo hominídeo conhecido, Sahelanthropus tchadensis, apelidado de Toumaï, datado de 7 milhões de anos atrás, encontrado em 2001 no Deserto de Djourab, no Chade. O paleontólogo não acredita numa evolução linear da raça humana, ele defende a existência de várias populações pré-humanas, surgidas em diferentes momentos do tempo.
Em 2018, Roberto Macchiarelli, professor de paleontologia humana também da Universidade de Poitiers, disse que Brunet distorceu as informações sobre Toumaï, pois segundo as análises de Macchiarelli, o fêmur encontrado em 2001 se refere a um macaco quadrúpede e não a um hominídeo bípede, divergindo do antropólogo francês.
Michel Brunet foi professor de 2008 a 2011 no Collège de France, titular da cátedra de paleontologia humana.